# Anette Olzon
Anette Olzon, właśc. Anette Ingegerd Olsson Husgafvel (ur. 21 czerwca 1971 w Katrineholm) – szwedzka wokalistka i autorka tekstów. Była wokalistka zespołów Alyson Avenue i Nightwish. Obecnie występuje w zespole The Dark Element, a ponadto prowadzi karierę solową i udziela się w różnych projektach muzycznych. Jest związana z wytwórnią Frontiers Records.

## Życiorys
Wychowywała się w muzykalnej rodzinie, śpiewała od dzieciństwa. Przez osiem lat ćwiczyła grę na oboju. Często jeździła w trasy z zespołem swojej matki, a czasem też występowała z tą grupą na scenie. Lekcje śpiewu brała od prywatnego nauczyciela z Copenhagen Music Conservatorie w Helsingør w Danii. Po ukończeniu trzynastego roku życia Anette brała udział w konkursach młodych talentów, zaś jako siedemnastolatka dołączyła do zespołu muzycznego, który grywał covery. W 1989 roku została przyjęta do nowo założonego zespołu Alyson Avenue jako wokalistka wspierająca, a następnie – w 1995 roku, po nagraniu dema – została główną wokalistką i stałą członkinią zespołu, zastępując oryginalnego męskiego wokalistę. Z Alyson Avenue Olzon nagrała dwa albumy: Presence of Mind (2000) i Omega (2003). W 2011 roku uczestniczyła jako wokalistka wspierająca przy nagrywaniu albumu Changes.
W wieku 21 lat wokalistka zagrała główną rolę w rockowej operze/musicalu Gränsland w szwedzkim Helsingborgu. Zaraz potem zapisała się do szkoły baletowej Balettakademien w Göteborgu. W tym czasie śpiewała w różnych zespołach, chórach, pracowała w studiach nagraniowych przy kilku projektach muzycznych, a okazjonalnie występowała także na weselach. Olzon zaśpiewała ponadto w duecie z byłym wokalistą zespołu Jaded Heart – Michaelem Bormannem, na jego albumie Conspiracy. W 2006 roku gościnnie zaśpiewała na albumie zespołu Cloudscape – Crimson Skies (w utworze nr 12. „Will We Remain”), zaś dwa lata później gościnnie wystąpiła z dwoma zespołami: Pain na albumie Cynic Paradise i Brother Firetribe na albumie Heart Full of Fire (w utworze tytułowym). W 2009 roku gościnnie pojawiła się na singlu „October & April” z albumu Best of 2001–2009 zespołu The Rasmus, z kolei w 2012 roku gościnnie zaśpiewała w utworze „Cathedral Walls” z płyty Emerald Forest and the Blackbird autorstwa Swallow the Sun.

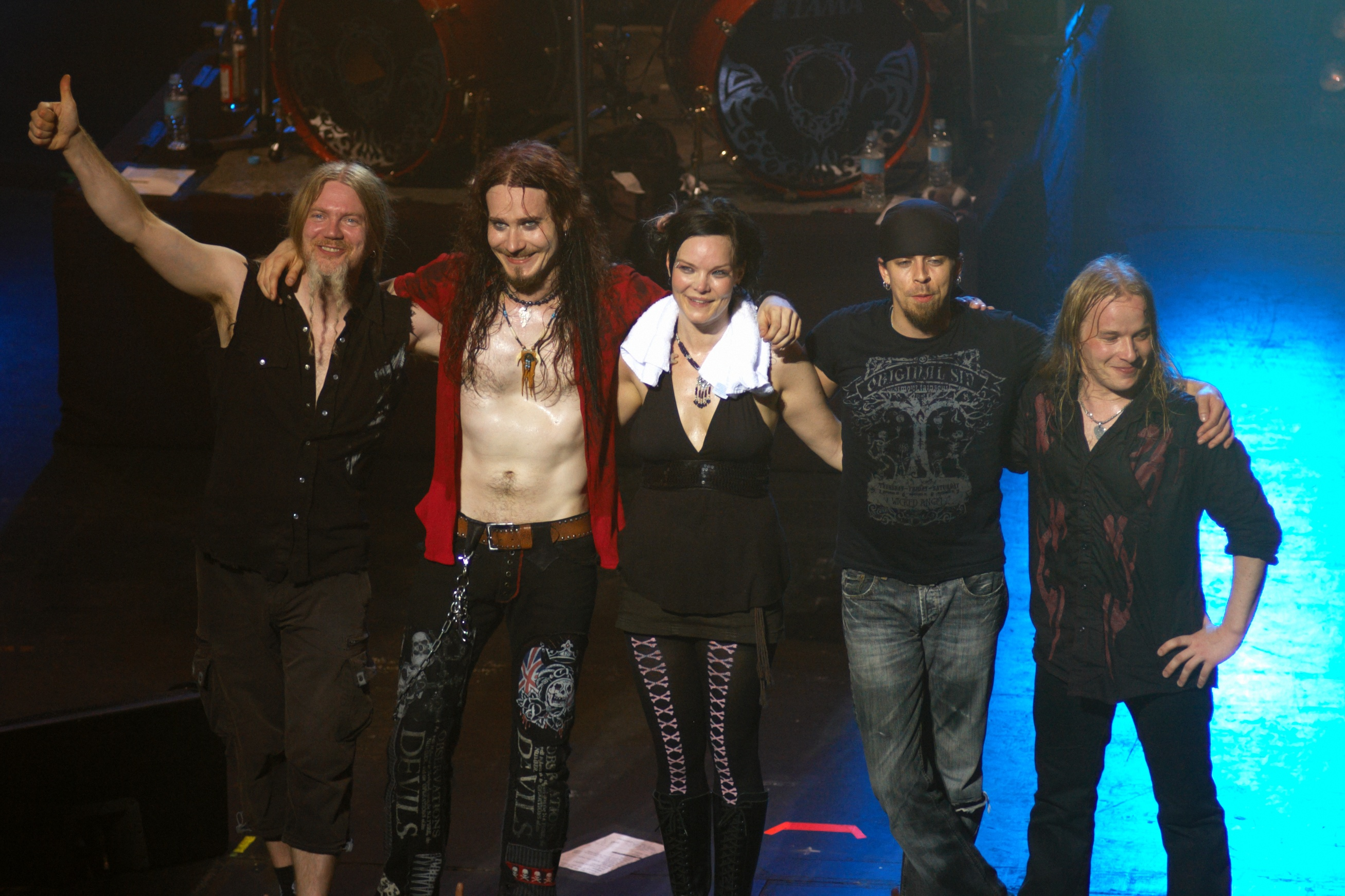
Anette Olzon z zespołem Nightwish po zakończeniu koncertu w The Palais w Melbourne 30 stycznia 2008 roku

Największą rozpoznawalność Anette Olzon osiągnęła dzięki współpracy z zespołem Nightwish. Olzon dowiedziała się o istnieniu zespołu w 2005 roku, na kilka miesięcy przed zwolnieniem jego wokalistki Tarji Turunen – jak sama wspominała, zetknęła się z tą grupą, ponieważ jej siostrzenica była jej wielką fanką przez co postanowiła zapoznać się z jej twórczością, kupując album. Wkrótce po przeczytaniu o odejściu Turunen, Olzon za namową inżyniera dźwięku z zespołu wykonującego covery grupy ABBA, w którym wówczas występowała, postanowiła się zgłosić do Nightwish. Nagrała wówczas swoją własną wersję utworu „Ever Dream” i wysłała ją mailem do Tuomasa Holopainena – lidera i kompozytora Nightwish. Ten po tygodniu odpowiedział, okazując zachwyt nad jej wykonaniem, a niedługo później poprosił Olzon o dogranie wokalu do trzech utworów z instrumentalnej wersji albumu Once. Olzon nagrała więc „Nemo”, „Higher Than Hope” i „Wish I Had an Angel”, dorzucając w bonusie także piosenkę „Kuolema tekee taiteilijan” (pomimo słabej znajomości języka fińskiego), a Holopainen w odpowiedzi pochwalił jej dokonania. Po pewnym czasie Olzon wysłała Holopainenowi jeszcze płytę DVD z zapisem koncertu nagranego z zespołem Alyson Avenue. We wrześniu 2006 roku spotkała się z muzykami Nightwish, aby wspólnie zaśpiewać z nimi kilka starych utworów zespołu, a następnego dnia w studiu gitarzysty Nightwish Erno „Emppu” Vuorinena nagrała z zespołem kilka nowych piosenek. 24 maja 2007 roku Anette Olzon została oficjalnie ogłoszona nową wokalistką Nightwish na stronie internetowej zespołu (odeszła przy tym z grupy Alyson Avenue). Pierwszy koncert Nightwish z Olzon jako wokalistką odbył się 6 października 2007 roku w Tel Awiwie. Anette Olzon z Nightwish nagrała dwa uznane albumy: Dark Passion Play (2007) i Imaginaerum (2011).

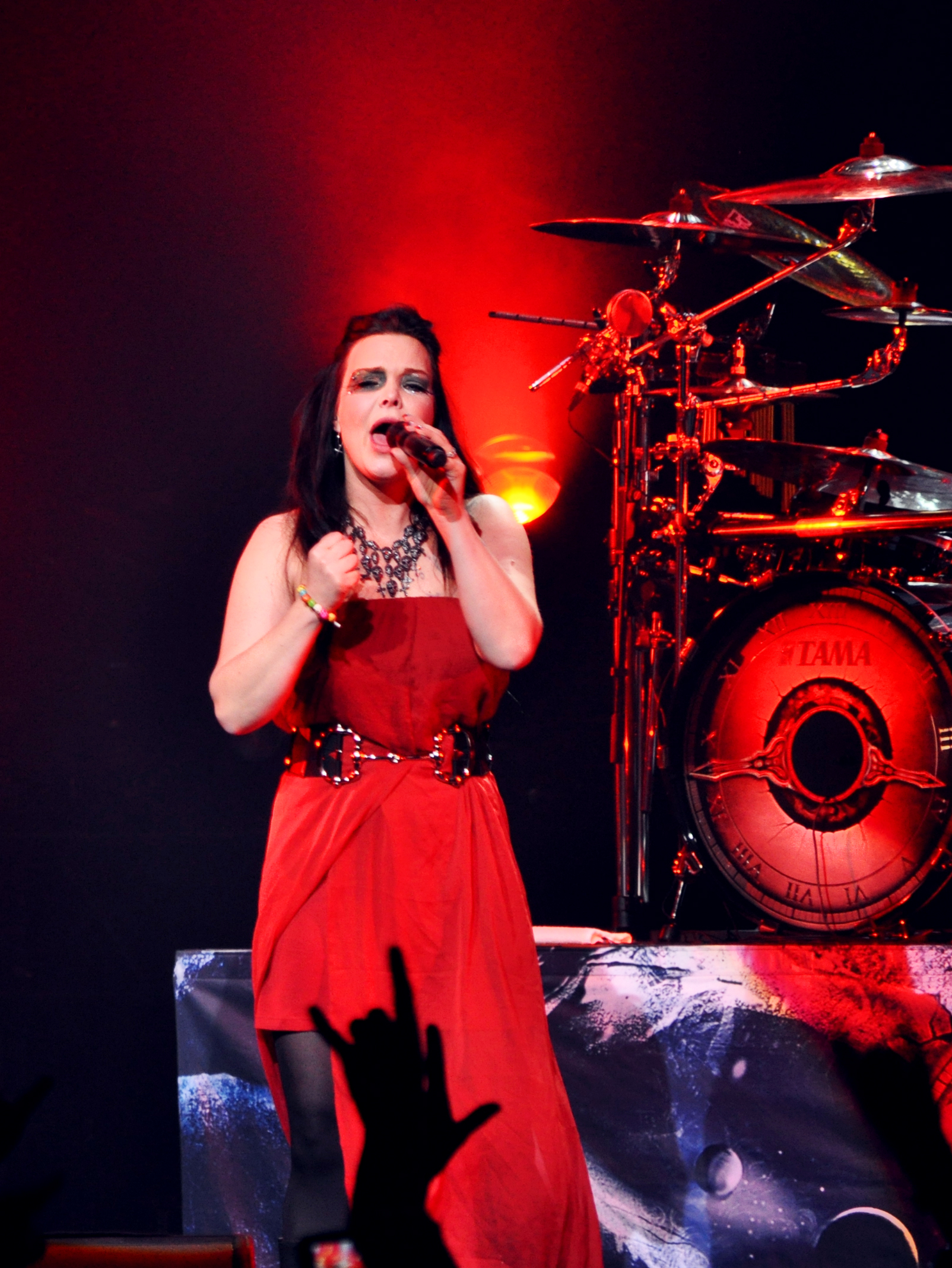
Anette Olzon podczas koncertu Nightwish w Nantes 18 kwietnia 2012 roku

1 października 2012 roku na stronie internetowej Nightwish ukazało się oświadczenie o zakończeniu przez zespół współpracy z Anette Olzon „we wzajemnym zrozumieniu, dla dobra wszystkich zaangażowanych stron”. Jej ostatni występ z Nightwish miał miejsce 29 września 2012 roku, podczas stanowiącego część trasy Imaginaerum World Tour koncertu w The Complex w Salt Lake City, a następczynią Olzon została Holenderka Floor Jansen. Niedługo później Anette Olzon w wywiadzie udzielonym magazynowi „Me Naiset” powiedziała, że została zwolniona z zespołu wkrótce po tym, jak ujawniła, że jest w ciąży z trzecim dzieckiem i trafiła do szpitala z powodu problemów z żołądkiem podczas trasy Imaginaerum World Tour. W odpowiedzi członkowie Nightwish opublikowali oświadczenie, w którym stwierdzili, że wszyscy gratulowali Olzon ciąży i że ona sama zaproponowała możliwość zatrudnienia swojej następczyni w przypadku, gdyby nie poradziła sobie z realizacją zobowiązań wobec zespołu, jednak wkrótce cofnęła swoją propozycję i „naprawdę zaczęły się trudności”, zaś rzeczywistą przyczyną rozstania z Olzon nie była jej ciąża czy choroba, lecz „odkrycie, że jej osobowość nie pasuje do tej społeczności twórczej, a nawet jest dla niej szkodliwa”. Do swojego zwolnienia z Nightwish Anette Olzon odniosła się także w wywiadzie dla Blabbermouth.net z 2014 roku, w którym ujawniła, że prosiła Tuomasa Holopainena aby przesunął daty nadchodzących koncertów w Australii, gdyż „byłaby zbyt w ciąży”, żeby na nich wystąpić we właściwym czasie, jednak Holopainen nie chciał się na to zgodzić. Dodała także, że była przeciwna decyzji zespołu o zastąpieniu jej przez Floor Jansen, ponieważ „chciała zachować swoją pracę”.
28 marca 2014 roku premierę miał debiutancki album studyjny Anette Olzon, Shine, za którego wydanie odpowiedzialna była wytwórnia earMUSIC, zaś dwa lata później w muzycznych serwisach streamingowych ukazały się jej dwie nowe piosenki: „Vintersjäl” i „Cold Outside”. W 2017 roku zostały one wydane nakładem wytwórni Spinnup jako minialbum Vintersjäl / Cold Outside.
29 sierpnia 2017 roku Anette Olzon i fiński gitarzysta Jani Liimatainen (były członek zespołu Sonata Arctica) ogłosili założenie zespołu The Dark Element. Debiutancki album grupy, nazwany tak samo jak ona, ukazał się 10 listopada 2017 roku nakładem wytwórni Frontiers Records. Pod szyldem tej wytwórni w 2019 roku została również wydana druga płyta The Dark Element, Songs the Night Sings, a w 2020 roku jej nakładem ukazał się album Worlds Apart projektu Allen/Olzon, w ramach którego Olzon wystąpiła w duecie z amerykańskim wokalistą Russellem Allenem. 10 września 2021 roku swoją premierę miał drugi solowy album Olzon zatytułowany Strong.
Na początku 2021 roku wokalistka podczas odpowiadania na pytania fanów na Instagramie ujawniła, że w następnym roku ukaże się trzeci album zespołu The Dark Element. W lutym 2022 roku opublikowano z kolei zapowiedź premiery debiutanckiego albumu metalowego projektu Ultima Grace, założonego przez japońskiego klawiszowca Yuukiego „Yuhkiego” Nakajimę (członka zespołów Alhambra oraz Galneryus) i współtworzonego przez Anette Olzon. Album, nazwany tak samo jak projekt, ukazał się 16 marca 2022 roku, a wszystkie zawarte na nim jedenaście utworów zaśpiewała Olzon.

## Inspiracje muzyczne
Anette Olzon jako swoje idolki i inspiracje do śpiewania wskazuje Natalie Cole i Celine Dion, ponadto podziwia dwie wokalistki ze współczesnej sceny metalowej: Simone Simons i Sharon den Adel. Pozytywnie wypowiada się także o solowej twórczości swojej poprzedniczki w zespole Nightwish, Tarji Turunen.

## Życie prywatne

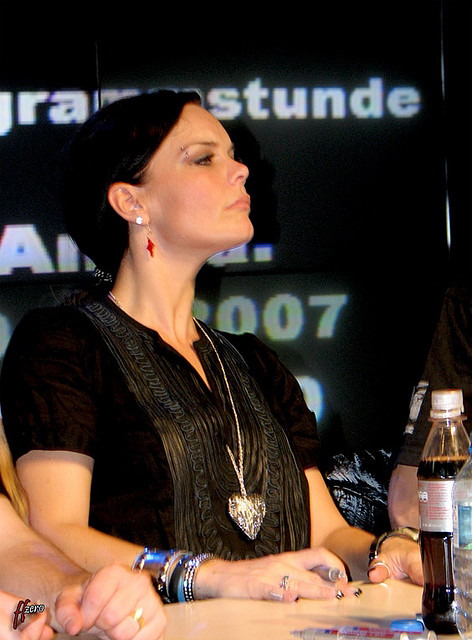
Anette Olzon, wokalistka Nightwish, na sesji rozdawania autografów w Hamburgu.

Anette Olzon mieszka w Helsingborgu. 10 sierpnia 2013 roku wyszła za mąż za swojego wieloletniego partnera i ojca dwójki jej dzieci – Johana Husgafvela, gitarzystę zespołu Pain. Wokalistka ma trzech synów: Setha (z pierwszego małżeństwa z Fredrikiem Blyckertem; ur. 11 lipca 2001), Nemo (ur. 30 lipca 2010) i Mio (ur. 28 marca 2013.
W latach 2014–2017 Olzon studiowała pielęgniarstwo na jednym ze szwedzkich uniwersytetów. W lutym 2020 roku w jednym z wywiadów ujawniła, że pracuje na pełny etat jako pielęgniarka.

## Dyskografia

### Albumy studyjne
| Tytuł        | Dane dot. albumu                                          | Wykonawca    |
| ------------ | --------------------------------------------------------- | ------------ |
| Shine        | - Wydany: 28 marca 2014 - Wytwórnia: earMUSIC             | Anette Olzon |
| Worlds Apart | - Wydany: 6 marca 2020 - Wytwórnia: Frontiers Records     | Allen/Olzon  |
| Strong       | - Wydany: 10 września 2021 - Wytwórnia: Frontiers Records | Anette Olzon |

### Minialbumy
| Tytuł                     | Dane dot. albumu                                | Wykonawca    |
| ------------------------- | ----------------------------------------------- | ------------ |
| Vintersjäl / Cold Outside | - Wydany: 25 września 2017 - Wytwórnia: Spinnup | Anette Olzon |

### Single
| Tytuł                  | Rok  | Album        | Wykonawca    |
| ---------------------- | ---- | ------------ | ------------ |
| „Lies”                 | 2014 | Shine        | Anette Olzon |
| „Shine”                | 2015 | Shine        | Anette Olzon |
| „Worlds Apart”         | 2020 | Worlds Apart | Allen/Olzon  |
| „Never Die”            | 2020 | Worlds Apart | Allen/Olzon  |
| „What If I Live”       | 2020 | Worlds Apart | Allen/Olzon  |
| „I’ll Never Leave You” | 2020 | Worlds Apart | Allen/Olzon  |
| „Parasite”             | 2021 | Strong       | Anette Olzon |
| „Sick of You”          | 2021 | Strong       | Anette Olzon |
| „Fantastic Fanatic”    | 2021 | Strong       | Anette Olzon |
| „Strong”               | 2021 | Strong       | Anette Olzon |

### Występy gościnne
| Wykonawca i album                                  | Rok  |
| -------------------------------------------------- | ---- |
| Cloudscape – Crimson Skies                         | 2006 |
| Pain – Cynic Paradise                              | 2008 |
| Brother Firetribe – Heart Full of Fire             | 2008 |
| The Rasmus – Best of 2001–2009                     | 2009 |
| Swallow the Sun – Emerald Forest and the Blackbird | 2012 |